# Lavelle Felton
Lavelle Felton, né le 5 octobre 1979, à Milwaukee, au Wisconsin et mort le 13 août 2009, à Milwaukee, est un joueur américain de basket-ball. Il évolue au poste d'arrière. Il est victime d’un tir de fusil reçu en plein tête, le 12 août 2009, alors qu’il faisait le plein à une station service près de Milwaukee. Il décède le lendemain des suites de ses blessures.